# Іван Чаплич-Шпановський

герб Кердея

Іван Петрович Чаплич-Шпановський гербу Кердея (пом. 1607) — волинський шляхтич, урядник Речі Посполитої, аріянин (соцініянин). Можливо мав друге ім'я — Яків.

## Життєпис
Син луцького судді Петра Чаплича, внук Кадіяна Чаплича.
Між 1565—1585 роками був луцьким войським. Під час інкорпорації Волині до складу Речі Посполитої склав присягу на вірність королю Сигізмундові ІІ Августу, за що отримав у 1571 році місто Підгайці в Луцькому повіті. Посідав уряд київського каштеляна у 1585—1607 роках.
Як луцький (волинський) каштелян 1589 року обирався від рідного воєводства до коректури прав. Депутат Коронного трибуналу від Волинського воєводства 1597 року. Перейняв ідеї «польських братів», був дуже шанований авторами-аріянами. На віленському з'їзді євангелістів та православних у 1599 році був обраний серед сенаторів-дисидентів до числа «провізорів», які мали боронити свободи вірян-некатоликів.

### Сім'я
Першою дружиною була Зофія Алексендровна Гетовтова, яка рано померла. Друга — Олена Карпівна, яка перед тим була за Василем Михайловичем Семашком. Далі був одружений з Ганною Болбасовою-Ростоцькою. Падчірка Богдана, від Олени Карпівни, була дружиною князя Івана (Януша) Четвертинського, потім — Григорія Воловича. Донька Федора тричі виходила заміж: спочатку — за Яна Федоровича Бокія-Печихвостського (п. 1597), потім — за останнього представника роду Кирдеїв-Мильських Юрія Олізаровича (п. 1606), а після його смерті — за київ. каштеляна кн. Юрія Михайловича Вишневецького (п. 1618).